# Rogate-Kirche (Wendthagen)
Die Rogate-Kirche ist die evangelisch-lutherische Kirche von Wendthagen-Ehlen, einem Ortsteil von Stadthagen im niedersächsischen Landkreis Schaumburg. Ihren Namen trägt sie vom Titel (Rogate: Bittet) des 6. Sonntags der Osterzeit, dem sogenannten Bittsonntag: Euer himmlischer Vater weiß, was ihr bedürft, bevor ihr ihn bittet (Matthäus 6,8 ). Die Kirche gehört der Evangelisch-Lutherischen Landeskirche Schaumburg-Lippe an.
Die Wendthagener Kirche wurde 1956 im Stil einer schlichten Dorfkirche gebaut und ist mit einem Turm aus Obernkirchener Sandstein ausgestattet. Die in klaren kubischen Formen mit einer raschen Folge rundbogiger Fenster ausgestattete einfache Saalkirche ist in ihrem Innern mit einer Holzbalkendecke flachgedeckt. 2003 wurde die Kirche mit farbigen, abstrakten Glasfenstern von Angelika Weingardt ausgestattet. Die Rogate-Kirche ist kein Baudenkmal im Sinne des Denkmalschutzgesetzes.

## Orgel
Die zur Erstausstattung der Kirche gehörende Orgel, die sich mit asymmetrischem Prospekt mit in die Brüstung eingebautem Rückpositiv und Pedalturm auf der eingangsseitigen Empore befand, wurde 2022 durch ein mittig gesetztes Instrument des Orgelbauers Jörg Bente ersetzt. Die heutige Orgel besitzt die folgende Disposition:
| Hauptwerk C–g3 |           |             |
| 1.             | Principal | 8′          |
| 2.             | Gedackt   | 8′          |
| 3.             | Octave    | 4′          |
| 4.             | Rohrflöte | 4′ (vacant) |
| 5.             | Octave    | 2′          |

| Pedal C–f1 |         |     |
| 6.         | Subbass | 16′ |

- Koppeln: Pedal fest angehängt an das Hauptwerk